# 黃金時代 (2014年電影)
《黃金時代》（英語：The Golden Era）是一部描述民初時期四大才女之一蕭紅的傳記電影，2012年12月12日於中國大陆哈爾濱開拍，2013年5月拍攝完成。主要內容為蕭紅開始寫作後十幾年間的故事。蕭紅先後與汪恩甲、蕭軍、端木蕻良、駱賓基四個男人之間的情感糾葛，也在片中一一展現。除了愛情元素，片中亦涉及二十多個人物，其中主要角色便達十三個之多，例如魯迅、丁玲等現代文學史上的作家都會出現在片中。中国大陆、香港于2014年10月1日上映，台灣於2015年2月13日上映。
此片亦为2014年第71屆威尼斯影展非主競賽類闭幕影片，並入选2014年多倫多國際影展大师展映单元，亦代表香港角逐2014年第87届奥斯卡最佳外语片。许鞍华凭借本片赢得第三座金马奖最佳导演奖和第九届亚洲电影大奖最佳导演，影片更获得第34届香港电影金像奖最佳电影、最佳导演、最佳摄影、最佳美术指导和最佳造型设计五个奖，成為香港電影金像獎史上第一部非香港公司出品的最佳電影。

## 劇情
30年代時期，蕭紅一生顛沛流離，由哈爾濱、青岛、上海、武漢一路南下來到了香港。而武漢此地，正是她人生的轉折點。1937年，蕭紅與蕭軍前往武漢，並一同和幾位東北的流亡作家組成了「東北作家群」。其後，蕭紅在武昌水陸前街小金龍巷25號的寓所與端木蕻良相遇結識，蕭紅在與蕭軍分手後，懷着蕭軍的孩子與端木蕻良結婚。最终在沦陷区的香港因病逝世。

## 演員
| 演员   | 角色     | 备注         |
| 湯唯   | 蕭紅     |              |
| 馮紹峰 | 蕭軍     |              |
| 王志文 | 魯迅     |              |
| 朱亞文 | 端木蕻良 |              |
| 黃軒   | 駱賓基   |              |
| 郝蕾   | 丁玲     |              |
| 袁泉   | 梅志     | 胡风夫人     |
| 田原   | 白朗     | 罗烽夫人     |
| 丁嘉丽 | 许广平   | 鲁迅夫人     |
| 王千源 | 聂绀弩   |              |
| 沙溢   | 舒群     |              |
| 祖峰   | 罗烽     |              |
| 张译   | 蒋锡金   |              |
| 冯雷   | 胡风     |              |
| 袁文康 | 汪恩甲   | 萧红未婚夫   |
| 陈月末 | 金剑啸   |              |
| 王紫逸 | 张梅林   |              |
| 张嘉译 | 周鲸文   |              |
| 王景春 | 老黄     |              |
| 杨雪   | 许粤华   | 黄源夫人     |
| 焦刚   | 黄源     |              |
| 张博   | 汪恩甲兄 |              |
| 张瑶   | 周颖     | 聂绀弩夫人   |
| 姜斯琪 | 小萧红   |              |
| 白德璋 | 萧红祖父 |              |
| 凌正辉 | 张秀珂   | 萧红之弟     |
| 宋宁   | 陆哲舜   | 萧红表哥     |
| 钱波   | 老斐     |              |
| 胡世群 | 王玉祥   | 王林之弟     |
| 屈菁菁 | 王林     |              |
| 唐艺昕 | 程涓     |              |
| 吕思睿 | 周海婴   | 鲁迅之子     |
| 张鲁一 | 茅盾     |              |
| 王凱   | 靳以     |              |
| 杨波   | 宇飞     |              |
| 李晨琛 | 张慕陶   |              |
| 曹卫华 | 毅夫     |              |
| 马达   | 李树培   | 养和医院医生 |

## 製作

### 筹备
许鞍华在接受媒体采访时表示：几十年前就想把女作家萧红的一生拍成电影，因为觉得她是一位很好的作家，她的生平非常值得拍，但找资金和编剧都很难。真正开始计划拍是在2006年拍完《姨妈的后现代生活》之后，当时有投资人表示想拍萧红的生平，觉得正中下怀。编剧李樯为了搜集史料、创作本片剧本用了近三年的时间，在那期间她拍了三部香港题材的电影。

### 拍摄
- 2012年12月12日在哈爾濱開機拍攝[6]。在哈爾濱、武漢、上海、山西、北京、青島等地取景。
- 導演許鞍華到湖北武漢勘景時發生劇本失竊事件，放在車上的手提包被竊，除了兩支手機、約兩萬元人民幣、證件，此片的劇本亦被盜走。此失竊事件引起大陸警方的重視。在調查多日後，成功逮捕竊賊，尋回證件及劇本[7]。
- 2013年5月4日下午，《黃金時代》歷經144天拍攝後，正式殺青[8]。
- 2013年12月27日，正式公開此片首波劇照[9]。

- 製片方公布演员总片酬仅为370万人民币，其中冯绍峰零片酬请缨出演萧军。[4]

许鞍华表示，采用演员们经常对着摄影机进行独白活动是编剧李樯的想法，当他提出这个创意时，她很快就被说服了：“这个叙事手法非常新，提供了各种角度来看人物，保持了一种开放性。而且演员们在演戏时对于这种手法也很适应，他们很兴奋。”

## 相关纪录片
2014年5月7日，以电影《黄金时代》为基础、由太空堡垒联合出品和承製的一部伴生纪录片《她认出了风暴》“重走萧红路”巡演的首站在哈尔滨工业大学启动，接下来还将依次现身其它几座城市。纪录片在章海宁、张抗等专家、故人的叙述声中，真实记录了剧组跋涉上万公里的实景拍摄历程，并重现了萧红当年从哈尔滨、北京、青岛、上海、武汉到香港的漂泊轨迹，用150分钟还原了一个历史上最真实客观的萧红。

## 评价
网易影评认为：“《黄金时代》所下的功夫，是显而易见的。斟酌的词句，精美的服装，细致的场景、道具。虽然叙事不完全线性，也比较复杂，但是三小时看下来并不冗长。陌生化是来自德国剧作家布莱希特的戏剧理论，是本片拍摄的形式之一，即演员都在剧中“发现”摄影机，对着观众独白内心。不过导演在表演中做的陌生化调度不多，安置的独白更像是采访，大约有十几个人对着镜头讲述自己跟萧红的故事，或者他们对萧红的认知。影片的形式感极强，这样的尝试在现阶段的中国电影中是非常少见的，对于刚刚培养起来的院线观众而言，必定是过于先锋了，可是导演的探索精神依然值得称道。”
新浪娱乐写到：“《黄金时代》是一部糅杂了伪纪录片、舞台剧和传统电影风格的影片。第一幕黑白画面开始，就是萧红在镜头前介绍自己的生平，生于何年死于何日，形式感极强。此后影片转为彩色，导演从萧红的童年时代开始，缓缓勾勒这位作家的生平。为了突出部分段落的重点，导演许鞍华还把部分时空打乱，用逻辑而非时间讲述故事，呈现出片段化的叙事风格。影片的一大特点，就是很多演员出演的片中角色，以访谈的形式突然面对摄像机介绍故事背景和人物命运，这种类似于独家专访或者“焦点访谈”的处理，让人想到了美剧《摩登家庭》。人物表演过程中突然对着镜头说话，也与美剧《纸牌屋》甚至是国产电视剧《武林外传》有异曲同工之妙。”
《广州日报》：“对于那些不熟悉上世纪30年代文学的观众来说，繁多的人物、演员直面镜头的讲述、朗诵体的台词，对观影造成了一定的障碍，让他们出了戏。尤其是聂绀弩、白朗、蒋锡金对于未发生的事情的“预言”，会引起观众对于电影时空时态的疑惑，也让观众意识到这些演员正在“搬演”那个人物。电影好不好看，取决于观众本身，只有读过萧红文章的人，才会体会到她脆弱与英武的一面的巨大差距。电影和文学，就像一枚硬币的两面，缺少任何一面，都让你失去接近、理解萧红的资本。汤唯没演出那个敏感、自怜而又缺乏自信的萧红，但对于感情戏份她勉强胜任，台词功力相比电影的一众配角来说差距很大。冯绍峰演的萧军显得不够粗暴、大男人，东北男人的味道也不醇正。相反，其他配角相当出彩。影片看起来更像是“萧红被嫌弃的一生”，如果不了解那段历史，你可能只会看到萧红不断被各种男人嫌弃、背叛的故事，对于其中的具体原因却没有过多解释，尤其是男方的原因鲜少提及。”

## 票房
影片的票房成绩不够理想，从10月1日至10月7日的黄金周期间，中国大陆七天仅收获3640万人民币，最终取得5157万，与7000万投资成本相比还有较大的差距。业内人士认为票房不佳的理由包括：片长三小时让一些观众望而却步；萧红的知名度和吸引力不够大；影片的晦涩沉重气质不符合国庆档期的气氛；片方试图用商业片的模式来操作文艺片的发行。
香港首周收124万港元列第九位。

## 獎項及提名
| 獎項                        | 類別               | 名字           | 結果 |
| --------------------------- | ------------------ | -------------- | ---- |
| 第51屆金馬獎                | 最佳劇情片         | 《黃金時代》   | 提名 |
| 第51屆金馬獎                | 最佳導演           | 許鞍華         | 獲獎 |
| 第51屆金馬獎                | 最佳原著剧本       | 李樯           | 提名 |
| 第51屆金馬獎                | 最佳女主角         | 湯唯           | 提名 |
| 第51屆金馬獎                | 最佳女配角         | 郝蕾           | 提名 |
| 第2屆英國倫敦國際華語電影節 | 最佳女主角         | 湯唯           | 獲獎 |
| 第21屆香港電影評論學會大獎  | 推薦電影之一       | 《黃金時代》   | 獲獎 |
| 第9屆香港電影導演會年度大獎 | 最佳影片           | 《黃金時代》   | 獲獎 |
| 第9屆香港電影導演會年度大獎 | 最佳導演           | 許鞍華         | 獲獎 |
| 第9屆香港電影導演會年度大獎 | 最佳女主角         | 湯唯           | 獲獎 |
| 第9屆亞洲電影大獎           | 最佳導演           | 許鞍華         | 獲獎 |
| 第9屆亞洲電影大獎           | 最佳女主角         | 湯唯           | 提名 |
| 第9屆亞洲電影大獎           | 最佳编剧           | 李樯           | 提名 |
| 第9屆亞洲電影大獎           | 最佳男配角         | 王志文         | 獲獎 |
| 第9屆亞洲電影大獎           | 最佳剪接           | 邝志良、韦淑芬 | 提名 |
| 第34屆香港電影金像獎        | 最佳電影           | 《黃金時代》   | 獲獎 |
| 第34屆香港電影金像獎        | 最佳導演           | 許鞍華         | 獲獎 |
| 第34屆香港電影金像獎        | 最佳編劇           | 李檣           | 提名 |
| 第34屆香港電影金像獎        | 最佳女主角         | 湯唯           | 提名 |
| 第34屆香港電影金像獎        | 最佳女配角         | 郝蕾           | 提名 |
| 第34屆香港電影金像獎        | 最佳攝影           | 王昱           | 獲獎 |
| 第34屆香港電影金像獎        | 最佳剪接           | 韋淑芬         | 提名 |
| 第34屆香港電影金像獎        | 最佳美術指導       | 趙海           | 獲獎 |
| 第34屆香港電影金像獎        | 最佳服裝造型設計   | 文念中         | 獲獎 |
| 第34屆香港電影金像獎        | 最佳原創電影音樂   | Eli Marshall   | 提名 |
| 第30届金鸡奖                | 最佳故事片         | 《黃金時代》   | 提名 |
| 第30届金鸡奖                | 最佳导演           | 许鞍华         | 提名 |
| 第30届金鸡奖                | 最佳女主角         | 汤唯           | 提名 |
| 第30届金鸡奖                | 最佳原创剧本       | 李 樯          | 獲獎 |
| 第30届金鸡奖                | 最佳男配角         | 王志文         | 提名 |
| 第30届金鸡奖                | 最佳女配角         | 丁嘉丽         | 提名 |
| 第30届金鸡奖                | 最佳美术           | 赵海           | 提名 |
| 第8屆亞洲太平洋電影獎       | 最佳女演員         | 湯唯           | 提名 |
| 第22屆北京大學生電影節      | 最佳女演員         | 湯唯           | 提名 |
| 第16屆華鼎獎                | 最佳電影女主角     | 湯唯           | 提名 |
| 第3屆國際華語電影節         | 最佳女主角金龍獎   | 湯唯           | 獲獎 |
| 第6屆澳洲國際華語電影節     | 最佳女主角         | 湯唯           | 獲獎 |
| 第2屆中英電影節             | 最佳女主角金騎士獎 | 湯唯           | 獲獎 |